# Neocompsa clerochroa
Neocompsa clerochroa är en skalbaggsart som först beskrevs av Thomson 1867.  Neocompsa clerochroa ingår i släktet Neocompsa och familjen långhorningar. Inga underarter finns listade i Catalogue of Life.